# Карлос Слім
Карлос Слім Елу (ісп. Carlos Slim Helu; нар. 28 січня 1940, Мехіко) — мексиканський підприємець, один з найбагатших людей світу.

## Біографія
Народився 28 січня 1940 в Мехіко. Він був п'ятою дитиною в сім'ї ліванського біженця і дочки успішного ліванського торговця. Його батько Джуліан Слім християнин-мароніт, який приїхав до Мексики в 1902, в 1920 придбав нерухомість у діловій частині Мехіко і відкрив універсам.
Свою підприємницьку діяльність Карлос Слім починав у сфері роздрібної торгівлі, зробивши наголос на тому, щоб вартість товарів масового попиту була по кишені незаможним мексиканським покупцям. На кошти, що залишилися від батька, він у 1980-ті роки почав скуповувати розорені компанії з розрахунку на зростання їх вартості в майбутньому. Тоді ж він створив свій холдинг Group Carso, що отримав назву від додавання імен Карлоса і його дружини Соумаї.
Зараз його торгова фірма Carso на рівних конкурує з американським гігантом Wal-Mart.
Потім бізнес Карлоса поповнився видобутком руди і вугілля, і сьогодні його корпорація Frisco один з лідерів національної гірничодобувної індустрії та хімічної промисловості.
У 1990 Карлос Слім звернув увагу на сферу телекомунікацій. Він придбав компанію Telefonos de Mexico (Telmex), яка під його керівництвом стала лідером комунікаційної індустрії і провідним постачальником сучасних телекомунікаційних послуг з міжнародним авторитетом.
У 1996 Group Carso було виділено в холдинг Carso Global Telecom, першорядним завданням якого була координація організаційно-фінансових і технічних засобів групи Елу. Згодом, до складу холдингу увійшли Condumex (виробництво телекомунікаційного обладнання) і Prodigy (перший мексиканський провайдер і піонер комерційної вебдіяльності).
У 1999 Карлос Слім вклав півтора мільярда доларів на забезпечення контролю над кількома фірмами з США, що експлуатують волоконно-оптичні мережі та центри стільникової телефонії у Флориді і Пуерто-Рико.
У лютому 2000 на паях з SBC він став співвласником відомого інтернет-провайдера Network Access Solutions. Спільний проект з Microsoft дозволив потроїти кількість інтернет-користувачів, завдяки чому зросли і продажі комп'ютерної техніки.
За освітою інженер, за час своєї діяльності Карлос Слім займав багато важливих посад, був першим президентом Латиноамериканського комітету при Нью-Йоркській Фондовій Біржі. У 1984 він виступив одним з ініціаторів створення при уряді асоціації провідних промисловців країни «Вільне підприємництво», орієнтованої на проведення часткової денаціоналізації певного комплексу держпідприємств з метою їхнього виведення на належний рівень рентабельності і наступної повної передачі в приватну власність.
Він входить в раду директорів компанії Altira Group (колишній Philip Morris), а також займає одну з керівних посад в Alcatel.
Інвестуючи в політику, Карлос Слім забезпечив своєму бізнесу багаторічну підтримку мексиканського уряду.
Попри те, що Карлос Слім веде свої справи за допомогою численних комерційних компаній, загальний контроль бізнесу здійснює група його близьких і довірених осіб. Перенісши в 1997 операцію на серці, Карлос Слім Елу поступово відходить від справ і передає ініціативу своїм синам, які становлять кістяк сімейного бізнесу Слімів.
Карлос ніколи не приховував, що хоче перетворити бізнес у фамільно-клановий. Він залишив на чільних посадах сімейної імперії трьох своїх синів. Посада голови правління торгово-промислової групи, телекомунікаційного холдингу, його основної компанії Telmex і венчурного підприємства America Telecom займає старший син Елу — Карлос, а його брати, Патрік і Марко Антоніо, очолюють, відповідно, фірму America Movil і Grupo Financiero Inbursa — базову фінансову структуру сімейної імперії. А сам засновник контролює їхню діяльність і висуває нові ідеї.
Крім бізнесу, Карлос Слім Елу займається благодійною діяльністю.
На рахунках благодійних установ, створених паном Слімом, перебуває близько 4 млрд доларів. Карлос Слім вкладає в розвиток освіти та соціальної сфери в Мексиці. Він є одним з головних спонсорів програми Ніколаса Негропонте (Nicholas Negroponte) «Лептоп для кожної дитини». Слім переказав близько 100 млн доларів на рахунок благодійного фонду Білла Клінтона, який бореться з бідністю в Латинській Америці.
Сім'я Слімів намагається більше вкладати кошти в розвиток національної економіки, ніж в соціальні дотації. Вони намагаються сприяти поліпшенню стану справ в освітній і медичній сфері, громадського життя Мексики, а також у сфері зайнятості.
Слім приділяє багато часу роботі у Фонді розвитку Латинської Америки, напрямки роботи якого — розвиток інфраструктури, охорона здоров'я та освіта робітників.
Крім того, Карлос Слім Елу вклав значні інвестиції в реставрацію історичної частини міста Мехіко. Це для нього особлива місія, якої він дотримується ще з повчанням батька.
Карлос Слім Елу має безліч почесних звань і нагород не тільки Мексики, але й США та деяких європейських країн. Він удостоєний нагороди Всесвітнього фонду освіти та розвитку за сприяння у розширенні інфраструктури світової економіки.
Станом на 2010 Слім — власник найбільшої в Латинській Америці телекомунікаційної компанії America Movil, а також мережі магазинів, ресторанів та об'єктів нерухомості. Його багатство засноване на комунікаційній індустрії — Telefonos de Mexico, Altria Group (раніше директор Philip Morris), Telcel and America Movil.
За підсумками щорічного рейтингу мільярдерів журналу Forbes, в 2009 Карлос Слім Елу став найбагатшою людиною у світі, відтіснивши на другу позицію Білла Гейтса. Розмір його статків, за оцінкою видання, 53,5 млрд доларів. За рік вони збільшилися 18,5 млрд доларів. За оцінкою деяких ЗМІ, особистий капітал мексиканського бізнесмена дорівнює 8 % валового внутрішнього продукту Мексики. Капітал засновника компанії Microsoft Гейтса оцінюються в 53 млрд — «всього лише» на 500 мільйонів доларів менше.
При цьому мільярдер Слім веде скромний спосіб життя. Він продовжує жити в будинку, що його родина займає вже не перший десяток років. Офіс підприємця в Мехіко розташовується в позбавленому вікон підвалі. Слім консервативний у звичках, він не любить дорогих надмірностей, наприклад, сигари він запалює від звичайних пластмасових запальничок.